# Giuseppe Angelillo
Giuseppe Angelillo (Gioia del Colle, 8 maggio 1899 – Monte Zuqualà, 5 maggio 1939) è stato un militare italiano, insignito della medaglia d'oro al valor militare alla memoria nel corso delle grandi operazioni di polizia coloniali in Africa Orientale Italiana.

## Biografia
Nacque a Gioia del Colle, provincia di Bari, l'8 maggio 1899, figlio di Liborio e Isabella Giura.
Arruolato nel Regio Esercito nel luglio 1917, in piena prima guerra mondiale, fu assegnato 76º Reggimento fanteria, e nel novembre successivo raggiunse in zona di operazioni il 253º Reggimento fanteria passando, poi, nel febbraio dell'anno successivo, alla sezione mitraglieri del 2º Reparto d’assalto. Rimasto ferito lasciò il territorio dichiarato in stato di guerra nel novembre 1918 e, una volta guarito delle ferite, passò in servizio al 16º Reggimento fanteria dove fu promosso caporale nel settembre 1919, caporale maggiore nell'ottobre seguente e sergente nell'agosto 1920. Posto in congedo nel 1923 con il grado di sergente maggiore, l'anno successivo entrava nella Milizia Volontaria Sicurezza Nazionale e nel 1935, dietro sua domanda, partì per l'Africa Orientale. Dopo aver partecipato alle operazioni nel corso della guerra d'Etiopia, chiese di essere assegnato al CCIX Battaglione CC.NN., partecipando alle grandi operazioni di polizia coloniali. Decorato con una medaglia di bronzo al valor militare a Nec Dingal-Giogol, nell'aprile 1939, cadde in combattimento sul Monte Zuqualà il 5 maggio successivo, venendo insignito della medaglia d'oro al valor militare alla memoria.

### Fonti
1. 1 2 3 4 5  Combattenti Liberazione.
2. 1 2 3  Gruppo Medaglie d'Oro al Valor Militare 1965, p. 374.
3. ↑   Medaglia d'oro al valor militare, su quirinale.it, Quirinale. URL consultato l'11 luglio 2021.